# Alek Wek
Alek Wek   (Wau, 16 d'abril de 1977) és una supermodel sudanesa. Nascuda en un poblat humil, la seva família va refugiar-se al Regne Unit el 1991, escapant de la Segona Guerra Civil sudanesa. Va firmar el seu primer contracte amb l'agència Ford Models el 1996 i amb 20 anys va guanyar el certamen La model de l'any a MTV.
Ha participat en desfilades de John Galliano, Chanel o Donna Karan, entre d'altres. També ha aparegut en llargmetratges i en diversos vídeos musicals.
Pertanyent a l'ètnia dinka, va patir psoriasi infantil fins als 14 anys. Des del 2002 ha estat assessora de les Nacions Unides en matèria de refugiats, i ha parlat públicament sobre la difícil situació al seu país d'origen. El 2012 va viatjar al Sudan del Sud com a membre de l'Alt Comissionat de les Nacions Unides per als Refugiats on dona suport a la tasca de Metges Sense Fronteres i d'UNICEF.